# کوتسلوویتسه
کوتسلوویتسه (به چکی: Kocelovice) یک منطقهٔ مسکونی در جمهوری چک است که در ناحیه ستراکونیتسه واقع شده‌است. کوتسلوویتسه ۹٫۳۲ کیلومتر مربع مساحت و ۱۷۷ نفر جمعیت دارد و ۴۷۴ متر بالاتر از سطح دریا واقع شده‌است.